# Ioulia Tymochenko
Pour les articles homonymes, voir Tymochenko.
Ioulia Volodymyrivna Tymochenko (ukrainien : Юлія Володимирівна Тимошенко ; souvent écrit en français « Timochenko » qui correspond à la transcription phonétique de son nom en russe), née Hrihian (ukrainien : Грігян) le 27 novembre 1960 à Dniepropetrovsk (RSS d'Ukraine), est une femme d'État ukrainienne, Première ministre du 24 janvier au 8 septembre 2005 et du 18 décembre 2007 au 3 mars 2010.
D'origine ukrainienne et lettonne, elle mène après la perestroïka une carrière dans le monde des affaires avec son mari, Oleksandr Tymochenko. Elle fait principalement fortune dans l'industrie gazière, ce qui lui vaut le surnom de « princesse du gaz » et une réputation parfois controversée.
Elle fait son entrée en politique en 1996, en étant élue députée à la Rada. Elle fonde ensuite le parti Union panukrainienne « Patrie » et la coalition Bloc Ioulia Tymochenko. Pro-occidentale, elle milite notamment pour l’intégration européenne de l’Ukraine. De 1999 à 2001, elle est vice-Première ministre chargée du Fioul et de l'Énergie. Charismatique, elle prend activement part au mouvement « L'Ukraine sans Koutchma », puis à la révolution orange dans le cadre de l'élection présidentielle de 2004, où elle soutient Viktor Iouchtchenko.
Élu président, celui-ci la nomme Première ministre, faisant d'elle la première femme à occuper cette fonction, avant de la limoger sept mois plus tard. Après les élections législatives de 2007, elle retrouve la tête du gouvernement et cohabite difficilement avec le chef de l’État. Candidate à l'élection présidentielle de 2010, elle devance largement Viktor Iouchtchenko et devient la première femme à accéder au second tour d'un scrutin présidentiel en Ukraine ; elle s'incline finalement face au candidat pro-russe, Viktor Ianoukovytch, et prend la tête de l'opposition.
Elle fait dès lors l’objet de poursuites judiciaires. En 2011, elle est condamnée à sept ans d'emprisonnement pour abus de pouvoir dans le cadre de contrats gaziers avec la Russie. Pour ses partisans et les gouvernements occidentaux, ces poursuites sont conduites sur ordre du président Ianoukovytch. Libérée lors de la révolution de 2014, elle se présente à l'élection présidentielle anticipée face à Petro Porochenko, qui est élu. Redevenue députée, elle est longtemps donnée favorite de l’élection présidentielle de 2019, à l'issue de laquelle elle arrive finalement troisième.

## Situation personnelle

### Origines et enfance
Ioulia Volodymyrivna Hrihian (ukrainien : Ю́лія Володи́мирівна Грігян) naît le 27 novembre 1960 à Dniepropetrovsk (URSS). Elle est la fille de Volodymyr Abramovytch Hrihian, né le 3 décembre 1937 à Dnipropetrovsk, letton (d'après son passeport soviétique), et de Lioudmyla Mykolaïvna Telehina, née Nelepova le 11 août 1937 également à Dnipropetrovsk.
Sa famille est modeste et vit dans la banlieue industrielle de Dniepropetrovsk ; son père quitte le domicile familial alors qu'elle n'a que 3 ans, laissant sa femme élever seule sa fille. Lioudmyla Telehina gère les courses des taxis utilisés par l'entreprise locale. Ces origines modestes sont revendiquées par Ioulia Tymochenko.
Avant son mariage à 19 ans, elle utilise le nom de sa mère, Teleguina, sous lequel elle termine sa scolarité à l'école secondaire, en 1977. Elle réfute les rumeurs sur sa judéité tout en se disant solidaire dans la lutte contre l'antisémitisme.

### Formation
En 1979, elle entre à la faculté d'économie de Dnipropetrovsk pour étudier la cybernétique. En 1984, elle est primée par l'université avec un diplôme d'honneur. Elle est affectée en tant qu'ingénieur en économie à l'usine de machines-outils de Dnipropetrovsk et engagée au service de la comptabilité. Elle refuse d'entrer au Parti communiste de l'Union soviétique (PCUS).
Russophone, elle apprend l'ukrainien seulement dans les années 1990.

### Vie familiale

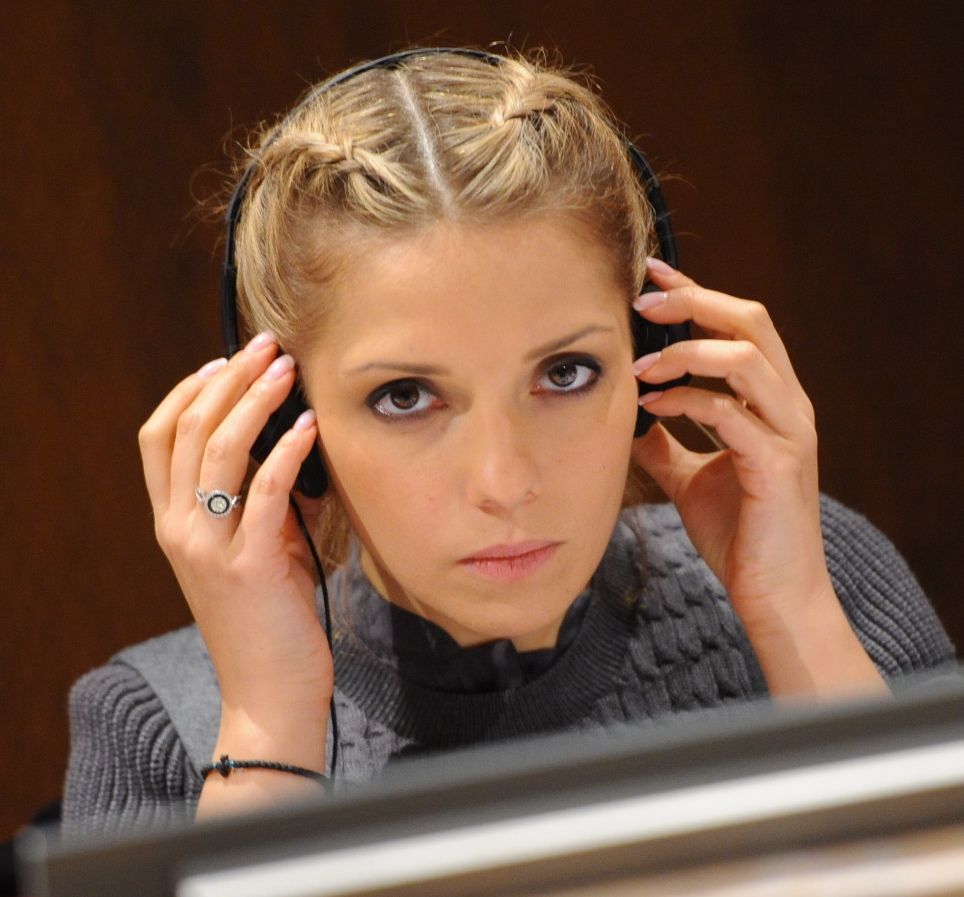
Sa fille, Ievhenya (2011).

Elle épouse en 1979, à l'âge de 19 ans, Oleksandr Tymochenko, fils du responsable politique de la région de Dnipropetrovsk. Le couple a une fille, Ievhenya (transcription du russe : Ievguenia), née le 20 février 1980.

## Carrière professionnelle

### Sous l'URSS
En 1988, Ioulia Tymochenko ouvre avec son mari, grâce à un prêt de cinq mille dollars, une coopérative familiale de commerce de location de vidéos, au sein du Komsomol. La coopérative organise aussi des concerts de rock pour la jeunesse locale. Cette entreprise, nommée « Terminal », est privatisée et vendue en 1991, alors que l'URSS se disloque.

### Compagnie du pétrole
Ioulia Tymochenko fonde ensuite la Compagnie du pétrole ukrainien (KUB), qui vend de l'essence aux agriculteurs de la région de Dnipropetrovsk. Elle choisit pour l'administrer Alexandre Gravets, qui investit quelque soixante mille dollars dans une société immatriculée à Chypre — Somolli Enterprise Ltd — qui détient la moitié des parts de la KUB.
À cette époque, Ioulia Tymochenko rencontre Pavlo Lazarenko, qui est alors le directeur régional de l'administration agricole et qui parraine l'entreprise. La KUB achète du pétrole brut et de l'essence à la Russie et les revend en situation de monopole au monde agricole ukrainien (en commençant par l'oblast de Dnipropetrovsk) grâce à la protection de Lazarenko. Alors que l'Ukraine est en situation d'hyperinflation, une grande partie des échanges s'effectue sous forme de trocs en nature avec prise de contrôle des entreprises en faillite.

### «Princesse du gaz»
En 1995, elle réorganise sa société pour cofonder, avec Pavlo Lazarenko, la compagnie de distribution d'hydrocarbures Systèmes énergétiques unis d'Ukraine (SEUU) (uk). Pavel Lazarenko devient ministre de l'Énergie à l'automne de la même année et lance une réforme dont la SEUU est la grande bénéficiaire. Grâce à un profit estimé à quatre milliards de dollars en 1996, l'entreprise se diversifie et investit principalement dans la finance, l'industrie, les transports aériens et la presse. Ioulia Tymochenko est alors surnommée la « princesse du gaz ». Devenu Premier ministre en 1996, Lazarenko, selon le journaliste allemand Frank Schumann, « donne à la patronne du groupe SEUU le monopole d'État du marché gazier, après éviction des entreprises concurrentes ». La fortune de Ioulia Tymochenko est devenue colossale, et elle se sépare professionnellement de son mari, jugé « peu doué en affaires ».
Le 31 décembre 1996, la SEUU de Tymochenko signe avec Gazprom un contrat portant sur la livraison de 15,5 milliards de m3 de gaz pour 1997 pour 1,24 milliard de dollars ; en échange, Frank Schumann indique que Lazarenko reçoit de la Somolli Entreprises Ltd une commission de 84 millions de dollars. Le groupe de Tymochenko contrôle en plus des usines de canalisation, d'enrichissement d'uranium, des banques et des compagnies aériennes, etc.. Le chiffre d'affaires annuel s'élèverait à environ cinq milliards de dollars. Le Times chiffre sa fortune à 7,5 milliards d'euros.

### Retrait des affaires
Ioulia Tymochenko est arrêtée par la douane ukrainienne et mise en détention pendant quelques jours pour avoir voulu prendre l'avion vers Moscou avec 26 000 dollars et trois millions de karbovanets (ancienne devise ukrainienne) en liquide. C'est alors qu'elle brigue un mandat de parlementaire, qui lui accorderait une immunité. En janvier 1997, elle doit abandonner la direction de l'entreprise car la loi en interdit le cumul avec son nouveau mandat d'élue. Son beau-père devient alors le directeur officiel de la SEUU. Sa mère, une tante et sa fille sont placées à la tête de filiales.
Le 9 avril 1997, le New York Times accuse Pavel Lazarenko de corruption à travers la SEUU. Une enquête de justice est ouverte contre Ioulia Tymochenko et Pavel Lazarenko, bien que tous deux bénéficient d'une immunité parlementaire. Pavel Lazarenko voit la Rada lever son immunité parlementaire, ce qui permet en 2004 sa condamnation pour blanchiment d'argent, corruption et fraude.

## Parcours politique

### Débuts

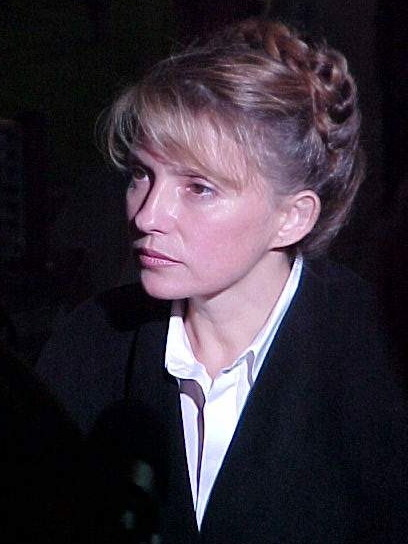
Ioulia Tymochenko en 2002.

En 1996, Ioulia Tymochenko est élue députée à la Rada, obtenant 92,3 % des voix dans la circonscription no 229 (Bobrynets, oblast de Kirovohrad),. Son mandat parlementaire débute le 16 janvier 1997. Elle est réélue aux élections législatives de 1998 et de 2002. Elle devient présidente de la Commission budgétaire de la Rada en 1998.
Elle est dans un premier temps vice-présidente du parti Hromada, fondé par Pavel Lazarenko, qui se réfugie à l'étranger en raison des poursuites judiciaires le visant. Elle crée ensuite son propre parti, Union panukrainienne « Patrie » (VOB). Classé au centre-droit de l’échiquier politique, son parti a le statut d'observateur au Parti populaire européen (PPE).

### Vice-Première ministre
En décembre 1999, elle est nommée vice-Première ministre chargée du Fioul et de l'Énergie dans le gouvernement Viktor Iouchtchenko. À cette fonction, elle fait cesser des arrangements illégaux et autres formes de corruption dans le secteur énergétique. Sous sa direction, les recettes de l'industrie et de l'électricité ukrainiennes ont augmenté de plusieurs milliers de pour cent. Elle interdit la pratique du troc dans le marché de l'électricité, exigeant que les clients industriels payent leur électricité en devises, et met fin à des exemptions particulières pour plusieurs organisations.

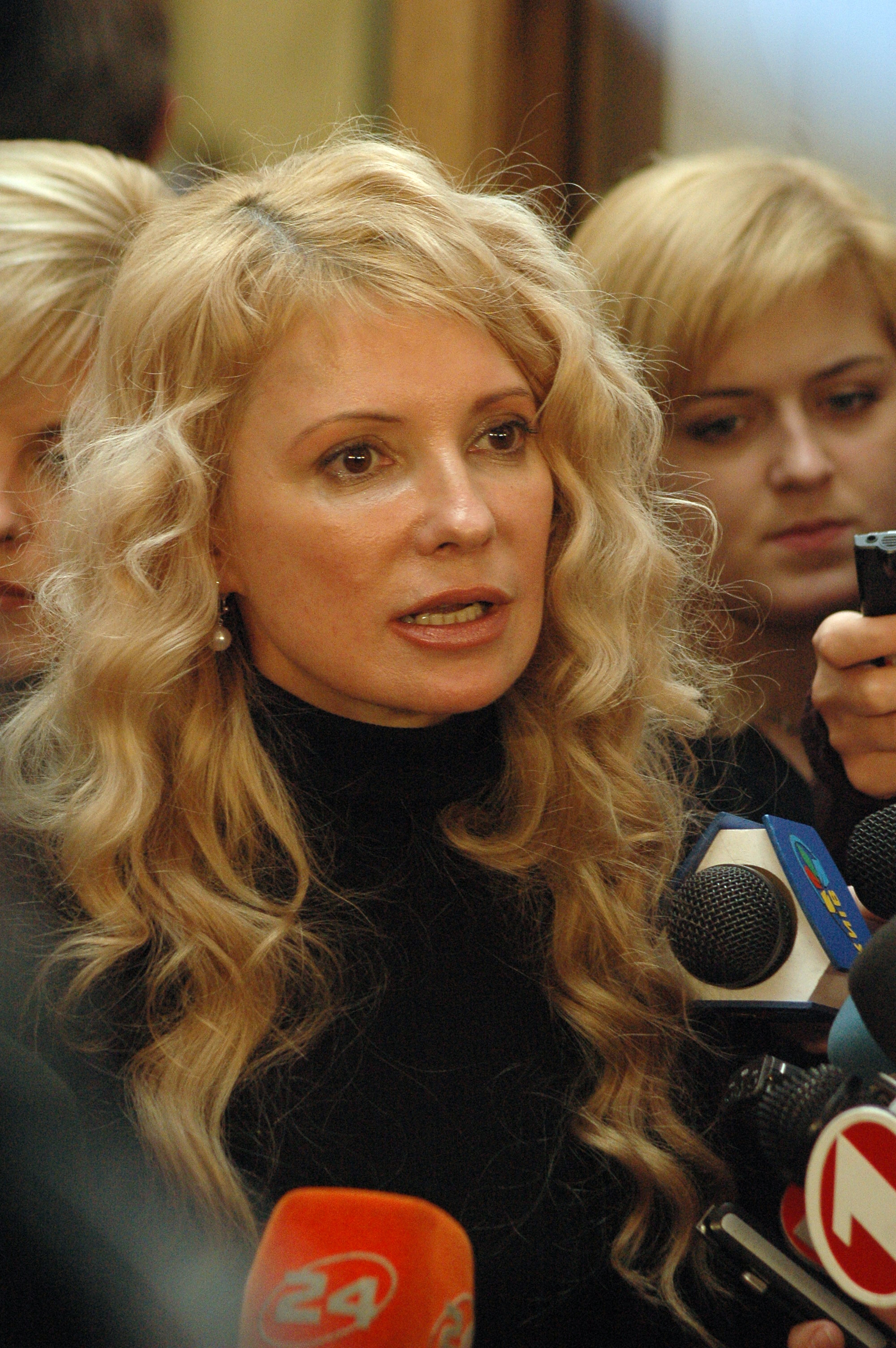
Ioulia Tymochenko en 2007.

Elle est congédiée du gouvernement en janvier 2001, alors qu'elle est soupçonnée de « contrebande et falsification de documents » dans le cadre d’accusations d’import frauduleux de gaz russe en 1996, lorsqu'elle était présidente des Systèmes énergétiques unis d'Ukraine (SEUU). Elle est aussi accusée d'avoir signé un contrat léonin avec le Turkménistan sans avoir obtenu l'aval du gouvernement et d'avoir placé de façon frauduleuse 1,1 milliard de dollars à l'étranger. Elle conteste ces accusations, qu'elle impute à des hommes d'affaires proches du président Leonid Koutchma.
Ioulia Tymochenko est arrêtée en février 2001. Les autorités russes lancent un mandat d'arrêt international pour corruption de responsables du ministère de la Défense et le détournement de 2,8 milliards de dollars. Ses partisans organisent plusieurs manifestations de protestation près de la prison où elle est incarcérée. Elle est libérée après 42 jours passés à la prison de Loukianovo.

### Opposante à Leonid Koutchma
Lorsque les charges judiciaires retenues contre elle sont abandonnées, Ioulia Tymochenko devient l'un des principaux dirigeants du mouvement de contestation contre le président Leonid Koutchma pour son rôle présumé dans le meurtre du journaliste Gueorgui Gongadzé. Lors de ses campagnes, elle se fait connaître comme une dirigeante politique passionnée.
En février 2001, en vue des élections législatives de l’année suivante, Ioulia Tymochenko crée le Forum du salut national (uk). Dans la foulée, elle fonde le Bloc Ioulia Tymochenko (BIouT), une alliance politique de plusieurs partis d'opposition. Le Forum du salut national se fond ensuite dans le BIouT.
En janvier 2002, elle est blessée à la tête et à la poitrine après une collision entre sa voiture et un autre véhicule à Kiev ; ses partisans considèrent qu'il s'agit d'une tentative d'assassinat organisée par le gouvernement.
Aux élections législatives de 2002, le BIouT obtient 7,3 % des suffrages exprimés.

### Égérie de la révolution orange

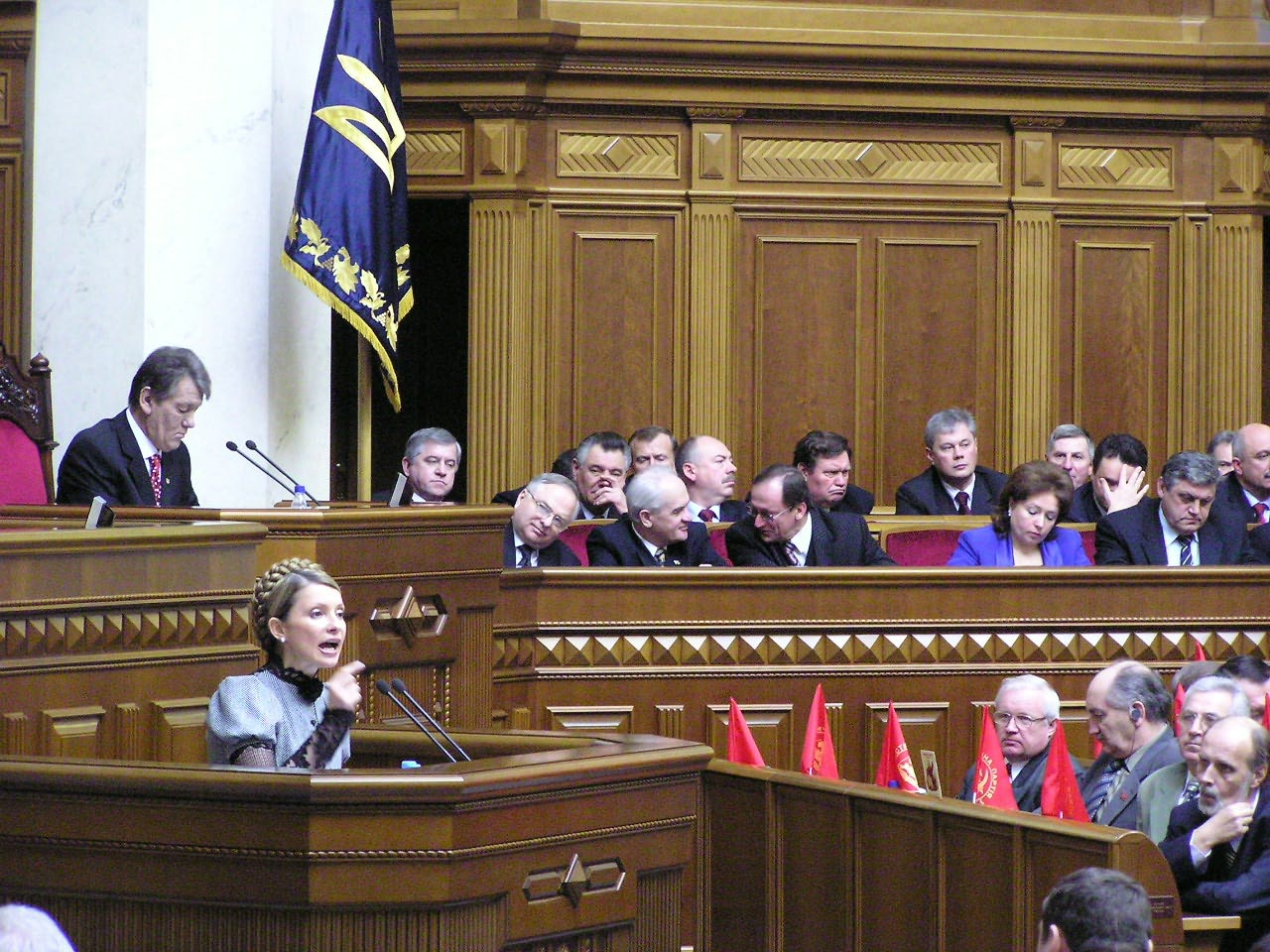
Ioulia Tymochenko le 4 février 2005, lors de son discours de politique générale à la Rada.

Lors de l'élection présidentielle de 2004, Ioulia Tymochenko apporte son soutien, malgré leur mésentente personnelle, à Viktor Iouchtchenko, qui se présente comme un candidat sans étiquette et affiche des positions pro-occidentales, à la différence de son adversaire Viktor Ianoukovytch, soutenu par la Russie. Les résultats du second tour, qui donnent Viktor Ianoukovytch gagnant, sont considérés comme truqués par l'opposition et les observateurs internationaux.
Des manifestations massives — dont Ioulia Tymochenko est l'une des chefs les plus radicales — ont lieu dans le pays. La crise politique, surnommée « révolution orange », conduit à l'annulation du scrutin par la Cour suprême de l'Ukraine et à la tenue d'un nouveau second tour fin décembre.
Viktor Iouchtchenko est finalement élu et dispose à la Rada d'une majorité, dont fait partie le Bloc Ioulia Tymochenko. Il nomme Ioulia Tymochenko au poste de Première ministre le 24 janvier 2005.

### Premier mandat de Première ministre
Ioulia Tymochenko est très populaire dans les milieux nationalistes, mais peu appréciée dans l'Est de l'Ukraine, plus russophile. Son groupe parlementaire ne dispose que de 20 des 450 sièges de la Rada, contre une centaine pour le Bloc Viktor Iouchtchenko « Notre Ukraine » et une vingtaine pour l'autre allié de la coalition, le Parti socialiste d'Ukraine. Nommée Première ministre le 24 janvier 2005, Ioulia Tymochenko remporte le vote de confiance le 4 février suivant avec 375 voix pour et aucune contre, soit un soutien plus large que la coalition de Viktor Iouchtchenko. Elle est la première femme à occuper cette fonction.
Après une série de démissions à la suite de tensions à l'intérieur du gouvernement concernant des mesures de privatisations, le président Viktor Iouchtchenko la limoge de son poste de Première ministre le 8 septembre 2005.

### Élections législatives de 2006

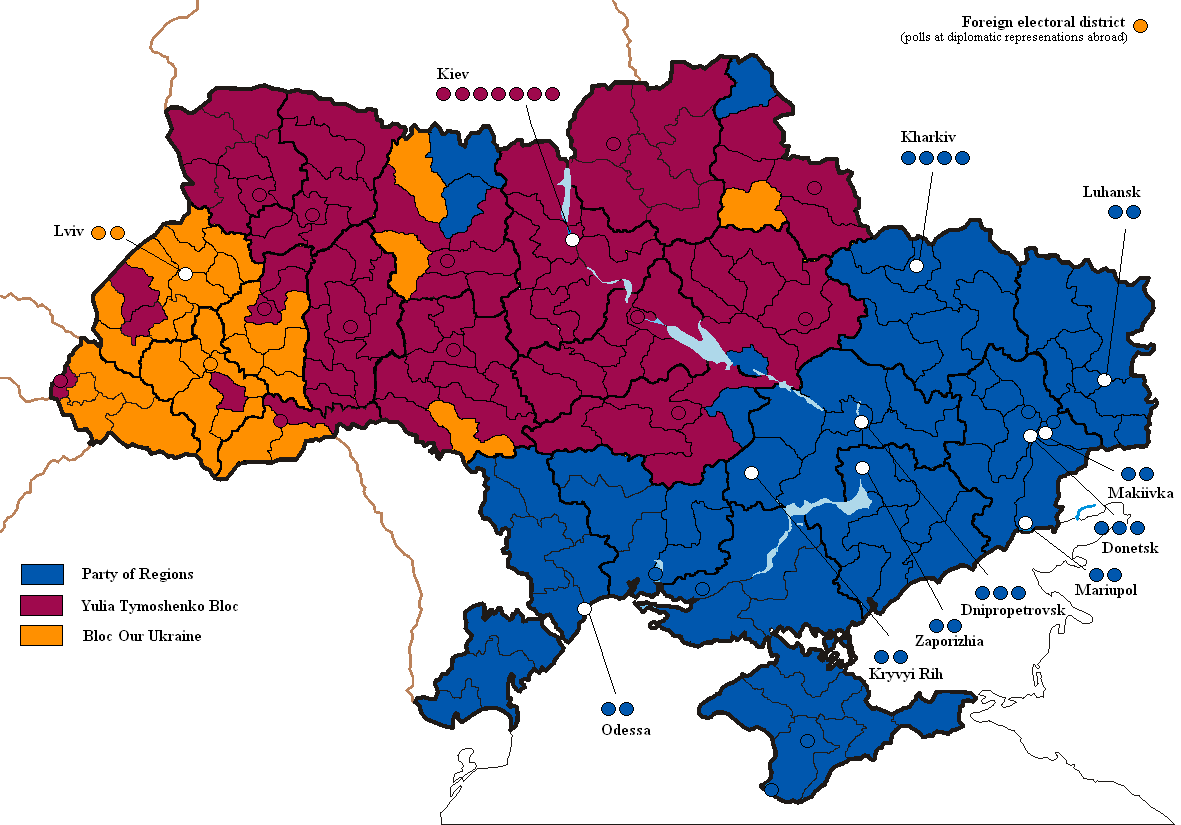
Formations politiques arrivées en tête dans les districts électoraux lors des législatives de 2006 ; en violet, le Bloc Ioulia Tymochenko.

Ioulia Tymochenko mène la campagne du Bloc Ioulia Tymochenko (BIouT) pour les élections législatives de 2006. Elle annonce qu'elle brigue un nouveau mandat de Première ministre. Le BlouT obtient 22,3 % des suffrages exprimés et 129 sièges sur 450 aux élections de 2006, loin devant le Bloc Notre Ukraine du président Iouchtchenko (14 % et 81 sièges).
Une coalition du BlouT avec « Notre Ukraine » et le Parti socialiste d'Ukraine (SPU) est envisagée pour empêcher le Parti des régions, la principale formation politique pro-russe du pays, d'accéder au pouvoir. Cependant, les négociations avec Notre Ukraine et le SPU rencontrent de nombreuses difficultés. Après trois mois d'incertitude politique, les trois partis parviennent à un accord de coalition. La coalition dispose de la majorité des sièges à la Rada. Cependant, ses membres se méfient les uns des autres, en particulier pour l'organisation des procédures parlementaires visant à élire simultanément Petro Porochenko à la présidence de la Rada et Ioulia Tymochenko au poste de Première ministre.
Les députés du Parti des régions bloquent la Rada du 29 juin au 6 juillet pour empêcher les travaux parlementaires,. Ils exigent que les procédures parlementaires soient respectées, notamment par le biais de commissions parlementaires incluant plusieurs de ses membres. L'accord de coalition avait en effet privé le Parti des régions et le Parti communiste d'Ukraine de toute représentation au sein de l'exécutif et de toute influence significative dans les commissions parlementaires.
À la suite de la désignation inattendue d'Oleksandr Moroz (Parti socialiste d'Ukraine) comme président de la Rada, la « coalition orange » s'effondre. Une nouvelle coalition, dirigée par l'ancien Premier ministre Viktor Ianoukovytch, est formée : elle est composée du Parti des régions, du Parti socialiste d'Ukraine et du Parti communiste d'Ukraine. Viktor Ianoukovytch redevient chef du gouvernement, écartant du pouvoir les formations de Ioulia Tymochenko et de Viktor Iouchtchenko. Le Bloc Ioulia Tymochenko annonce qu'il va former un cabinet fantôme calqué sur le nouveau gouvernement. Il est rejoint dans l'opposition par Notre Ukraine en octobre 2006.

### Second mandat de Première ministre

#### Élections législatives de 2007

Composition politique de la Rada issue des législatives de 2007.

Lors des élections législatives anticipées du 30 septembre 2007, le bloc dirigé par Ioulia Tymochenko arrive en deuxième position, avec 30,7 % des voix, gagnant plus de huit points par rapport aux législatives de 2006 (22,3 %). Le parti des régions de Viktor Ianoukovytch arrive en tête avec 34,4 % des voix.
Nommée Première ministre par le président Iouchtchenko, elle ne réussit pas à obtenir la majorité le 11 décembre 2007, obtenant 225 voix sur les 226 requises. Elle est à nouveau proposée au poste de Première ministre, et la Rada entérine sa nomination à la tête du gouvernement le 18 décembre, lors d'un second vote, avec 226 voix sur 450.

#### Crise politique de 2008

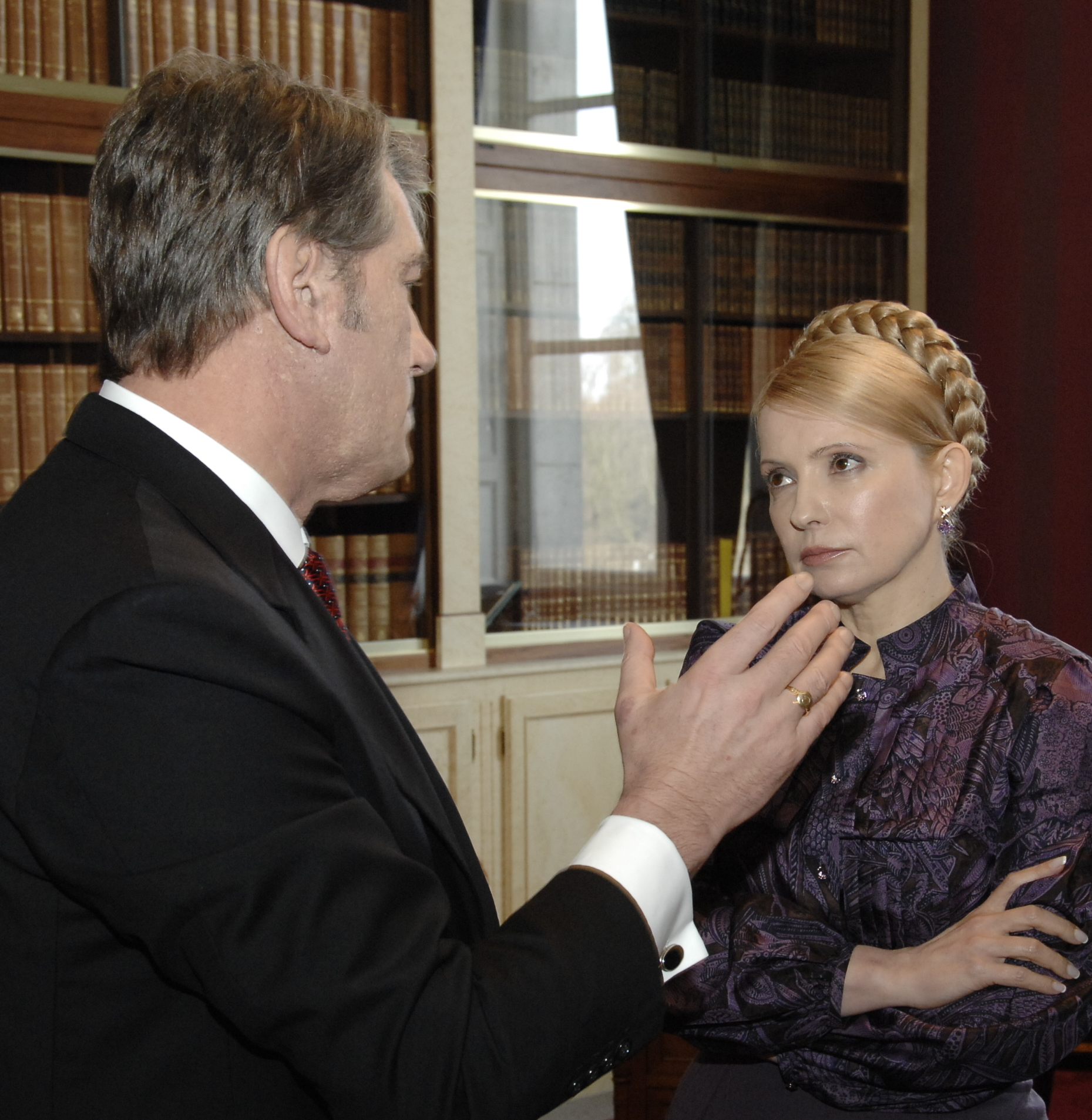
Ioulia Tymochenko avec le président Viktor Iouchtchenko en 2009.

Moins d'un an après son retour à la tête du gouvernement, les relations entre Ioulia Tymochenko et le président Iouchtchenko se détériorent.
Le 2 septembre 2008, après des divergences sur l'attitude à adopter face au conflit russo-géorgien, la coalition entre le Bloc Ioulia Tymochenko et le Bloc Notre Ukraine - Autodéfense populaire se rompt à l'occasion d'une réforme constitutionnelle visant à réduire les pouvoirs du chef de l'État au profit de ceux du gouvernement. Les députés de Notre Ukraine étaient alors pratiquement les seuls à s'opposer à la promulgation de la loi. Accusée par le secrétaire général adjoint de Viktor Iouchtchenko de vouloir s'arroger le soutien de la Russie pour la prochaine élection présidentielle, Ioulia Tymochenko impute la responsabilité de la fin de la coalition au chef de l'État,.
Le 16 septembre 2008, après l'expiration du délai constitutionnel de dix jours prévu pour trouver une issue à la crise, le président de la Rada, Arseni Iatseniouk, confirme l'éclatement de la coalition de la Première ministre et présente sa démission, qui devait en principe être suivie de celle de Ioulia Tymochenko, conformément à l'accord de coalition. Mais Ioulia Tymochenko refuse de démissionner, expliquant que la coalition a éclaté du seul chef de Viktor Iouchtchenko, et s'oppose à l'idée de déclencher de nouvelles élections législatives. Après le rejet d'un projet de loi sur le financement d'élections législatives anticipées, le président Iouchtchenko annonce, le 11 novembre 2008, qu'il renonce provisoirement à leur tenue,.
Ioulia Tymochenko bataille jusqu'au bout pour qu'une nouvelle coalition soit formée. Début décembre 2008, le Bloc Ioulia Tymochenko et le Parti des régions engagent des négociations. Volodymyr Lytvyn, élu à la présidence de la Rada le 9 décembre, annonce la formation d'une nouvelle coalition alliant son parti, le Bloc Lytvyn, au Bloc Ioulia Tymochenko et au Bloc Notre Ukraine - Autodéfense populaire. Après des négociations, les trois partis signent un accord de coalition le 16 décembre.
Le 5 février 2009, le second gouvernement Tymochenko survit à un second vote de confiance de la part de la Rada. Mais les relations entre Ioulia Tymochenko et le président Iouchtchenko, le secrétariat de la présidence de l'Ukraine et l'opposition menée par le Parti des régions restent encore très tendues. D'après Tymochenko elle-même, ses rapports conflictuels avec le chef de l'État reposent essentiellement sur une querelle de personnes bien plus que sur une quelconque forme d'antagonisme d'ordre idéologique.

### Élection présidentielle de 2010

Résultats obtenus au second tour de l'élection présidentielle par Ioulia Tymochenko dans chaque oblast.

Le 7 juin 2009, Ioulia Tymochenko confirme qu'elle est candidate à l'élection présidentielle ukrainienne de 2010.
Lors du premier tour de l'élection présidentielle, le 17 janvier 2010, elle arrive en deuxième position, avec 25,1 % des suffrages, se qualifiant pour le second tour contre Viktor Ianoukovytch (35,3 %). Elle arrive largement devant le président sortant (5,5 %). Elle qualifie son rival, qui refuse de prendre part à un débat télévisé contre elle, de « candidat de la mafia et de la criminalité ». Durant l'entre-deux tours, elle tente de remobiliser l'électorat « pro-occidental », qui s'était divisé au premier tour.
Lors du second tour, le 7 février, Ioulia Tymochenko réunit 45,5 % des voix, contre 49 % pour Viktor Ianoukovytch. Les proches de Ioulia Tymochenko dénoncent des fraudes massives dans l'Est du pays, le résultat étant pourtant jugé « transparent et honnête » par les observateurs de l'OSCE.
Ioulia Tymochenko reconnaît finalement sa défaite et retire son recours en justice visant à invalider le résultat du scrutin le 20 février 2010.

### Sous la présidence Ianoukovytch

#### Motion de censure et chute
En dépit des appels à sa démission, Ioulia Tymochenko refuse de quitter son poste de Première ministre. Le 3 mars 2010, alors que sa coalition à la Rada s'est effondrée après le départ du parti de Volodymyr Lytvyn et les divisions du Bloc Notre Ukraine - Autodéfense populaire, une motion de censure est votée contre son gouvernement, par 243 voix sur 450,. L'intérim est exercé par son vice-Premier ministre, Oleksandr Tourtchynov, jusqu'au 11 mars, date à laquelle Mykola Azarov est investi Premier ministre.

#### Dirigeante de l'opposition

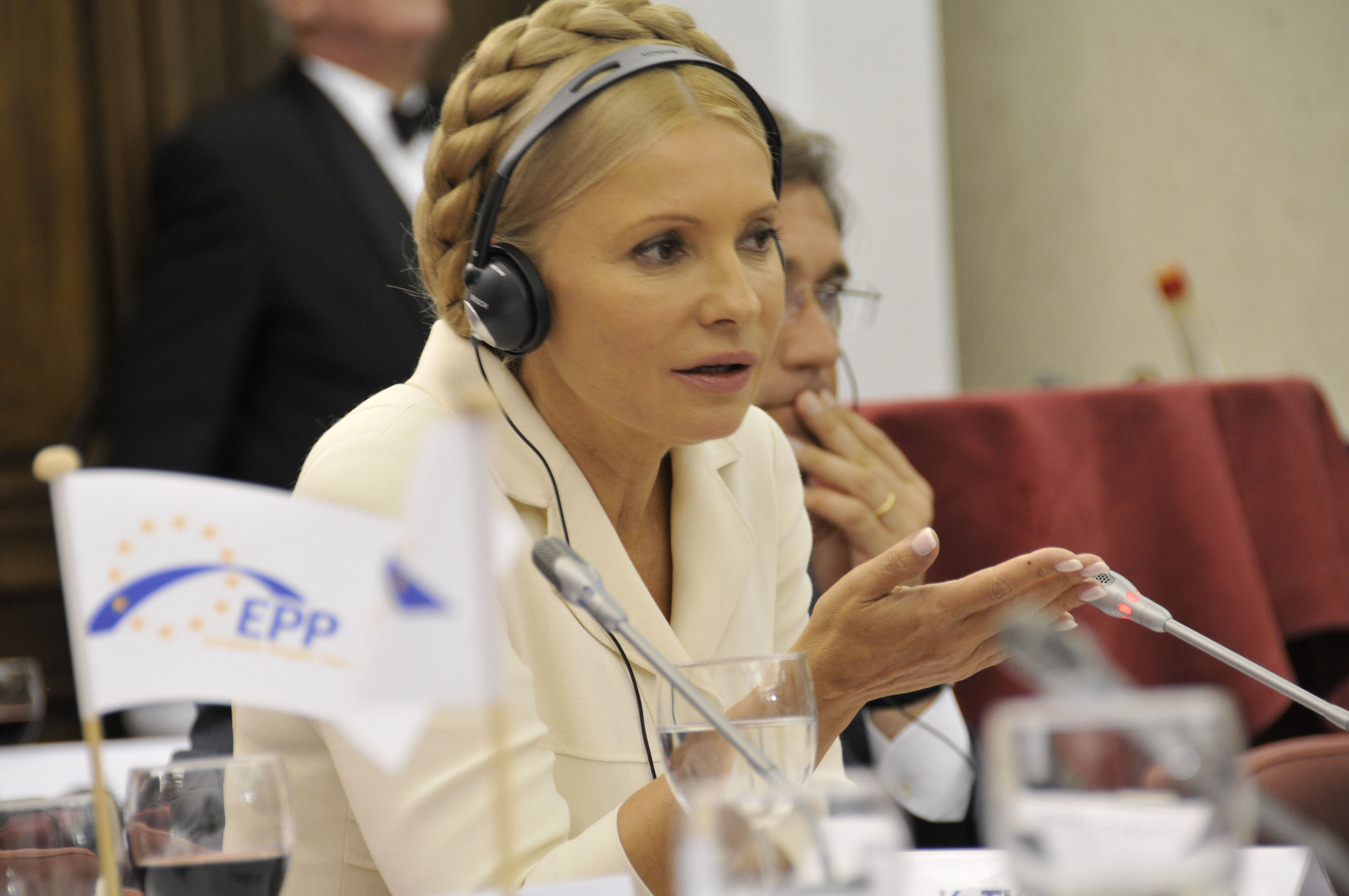
Ioulia Tymochenko en 2010.

Après le renversement de son gouvernement, Ioulia Tymochenko devient chef de l'opposition, à la tête du Bloc Ioulia Tymochenko (BIouT).

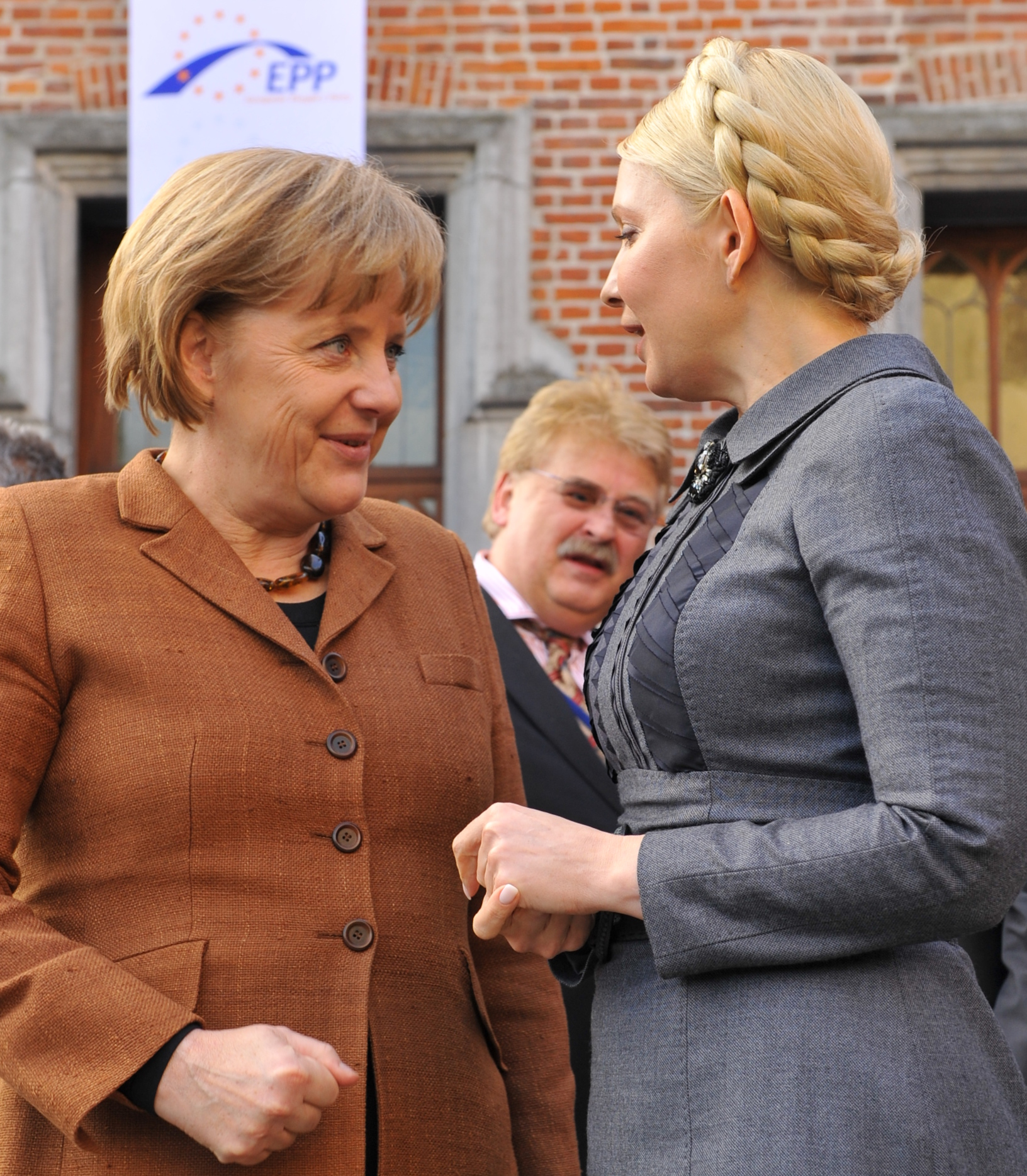
Ioulia Tymochenko avec Angela Merkel en 2011.

La participation des coalitions de partis aux élections législatives de 2012 est interdite, ce qui conduit à la disparition du BIouT. Elle est désignée tête de liste de l'Union panukrainienne « Patrie » pour ces élections – à titre symbolique car elle ne pourra pas faire campagne en raison de son incarcération pour abus de pouvoir ; la Commission électorale centrale refuse d'enregistrer sa candidature par 10 voix sur 15 en raison de son casier judiciaire. Au soir des élections législatives, le 28 octobre 2012, remportées par le Parti des régions au pouvoir, Ioulia Tymochenko annonce qu'elle commence une grève de la faim contre ce qu'elle considère comme une falsification des résultats. Elle met un terme à la grève de la faim le 15 novembre.
En 2013-2014, elle soutient l'Euromaïdan et continue à appeler les Ukrainiens à chasser du pouvoir Ianoukovytch, dont elle qualifie le régime de « criminel »,.

#### Procès
Mise en cause avec certains de ses proches dans plusieurs affaires judiciaires, Ioulia Tymochenko refuse de quitter l’Ukraine pour partir en exil. Elle est arrêtée et incarcérée le 24 mai 2011.

##### Vente de quotas d'émission deCO2
Le 14 décembre 2010, Ioulia Tymochenko est assignée à résidence dans le cadre d'une enquête pour « abus de pouvoir aggravé ». Elle est accusée de mauvaise gestion des fonds publics : 2,3 milliards de hryvnias, issus de la vente de quotas d'émission de CO2 en 2009, auraient été utilisés pour financer le système de retraites. Elle encourt sept à dix ans de prison. Ioulia Tymochenko dément ces accusations, ces fonds n’ayant selon elle pas été dépensés. Des incidents ont alors lieu entre des députés du Bloc Ioulia Tymochenko et des députés du Parti des régions.

##### Signature de contrats sur le gaz avec la Russie
Son procès pour abus de pouvoir lors de la signature d'un accord gazier avec la Russie jugé préjudiciable à l'Ukraine s'ouvre le 24 juin 2011. Ioulia Tymochenko dénonce une parodie de procès et la proximité entre la justice et le pouvoir politique. Le 5 août 2011, elle est placée en détention provisoire pour « outrages répétés à la cour »,,.
Le 11 octobre 2011, elle est condamnée à sept ans d’emprisonnement ferme et au paiement d'une amende équivalant à 150 millions d’euros. Les gouvernements occidentaux estiment que cette condamnation est motivée par des raisons politiques et réclament une libération immédiate. Elle ne peut assister à son procès en appel, qui s'ouvre le 1er décembre 2011, des douleurs au dos l'empêchant de se déplacer,. Le 23 décembre, la cour d'appel de Kiev rejette finalement son appel et décide de « laisser sans changement » le premier verdict. La Cour de cassation rejette le 29 août 2012 son pourvoi en cassation.

##### Délits financiers

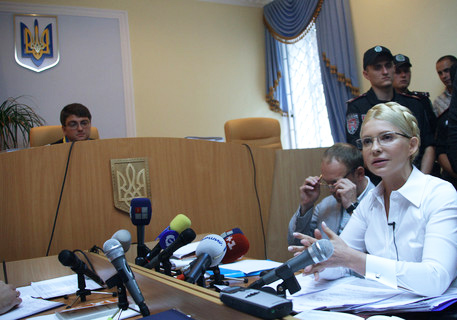
Ioulia Tymochenko lors de son procès pour abus de pouvoir, en 2011.

Dans les jours qui suivent sa condamnation pour abus de pouvoir, en octobre 2011, quatre nouvelles enquêtes criminelles sont ouvertes contre Ioulia Tymochneko pour des délits financiers. Elle est inculpée pour tentative de détournement, puis pour dissimulation de revenus en devises et détournement de fonds budgétaires. Les faits allégués concernent les activités de son entreprise de distribution de gaz « Systèmes énergétiques unis d'Ukraine » entre 1996 et 1998,. Pour ces faits, elle encourt douze années de prison. Le procès est plusieurs fois suspendu en raison de son état de santé,,,.

##### Accusation de meurtre
En juin 2012, le parquet de Kiev annonce que Ioulia Tymochenko va être inculpée pour le meurtre du député Yevhen Chtcherban, en 1996, à l'époque où Pavlo Lazarenko et Ioulia Tymochenko construisaient un système de monopole d'importation de gaz. Selon le procureur adjoint Renat Kouzmine, le fait que la société de la victime ait été en concurrence avec les Systèmes énergétiques unis d'Ukraine que dirigeait la prévenue constituait un mobile,.

#### Détention
Placée en détention en août 2011, Ioulia Tymochenko apparaît fatiguée et amaigrie lors de son procès en première instance,. Elle ne peut assister à son procès en appel, de fortes douleurs au dos l'empêchant de se déplacer,. Ses conditions d'incarcération à la prison de Lukyanivka sont notamment dénoncées par ses avocats et ses proches, ainsi que par la défenseure des droits, Nina Karpatchova. Le 30 décembre 2011, elle est transférée dans la colonie pénitentiaire pour femmes de Katchanivska, dans l'oblast de Kharkiv,,. Elle est hospitalisée de force à Kharkiv le 20 avril, et ramenée en prison deux jours plus tard, couverte « d'hématomes et d’ecchymoses » selon son avocat. Elle accuse le président Viktor Ianoukovytch d'avoir ordonné ces violences,.
Plusieurs dirigeants européens critiquent ses conditions de détention. En février 2012, la rapporteure pour le Parlement européen, Zuzana Roithová, déclare que Ioulia Tymochenko est « privée des droits fondamentaux dont tout le monde devrait bénéficier, même en prison ». Le président fédéral d'Allemagne, Joachim Gauck, annule pour cette raison une visite officielle en Ukraine prévue en mai 2012. La Commission européenne annonce qu'aucun de ses membres n'assistera au championnat d'Europe de football 2012, qui se déroule en partie en Ukraine,.
Ioulia Tymochenko est transférée dans un hôpital de Kharkiv le 9 mai 2012. Elle interrompt une grève de la faim après que le gouvernement ukrainien a annulé le sommet de l'Europe centrale à Yalta, boycotté par la plupart des participants. Une manifestation de soutien rassemble environ cinq mille personnes lors des célébrations du Jour de l'Indépendance, le 24 août.
Le 30 avril 2013, la Cour européenne des droits de l'homme condamne l'Ukraine pour l'arrestation et la détention de Ioulia Tymochenko. Pour la juridiction, sa détention provisoire était « arbitraire et illégale » et son incarcération décidée « pour d'autres motifs » que l'établissement de la vérité,.

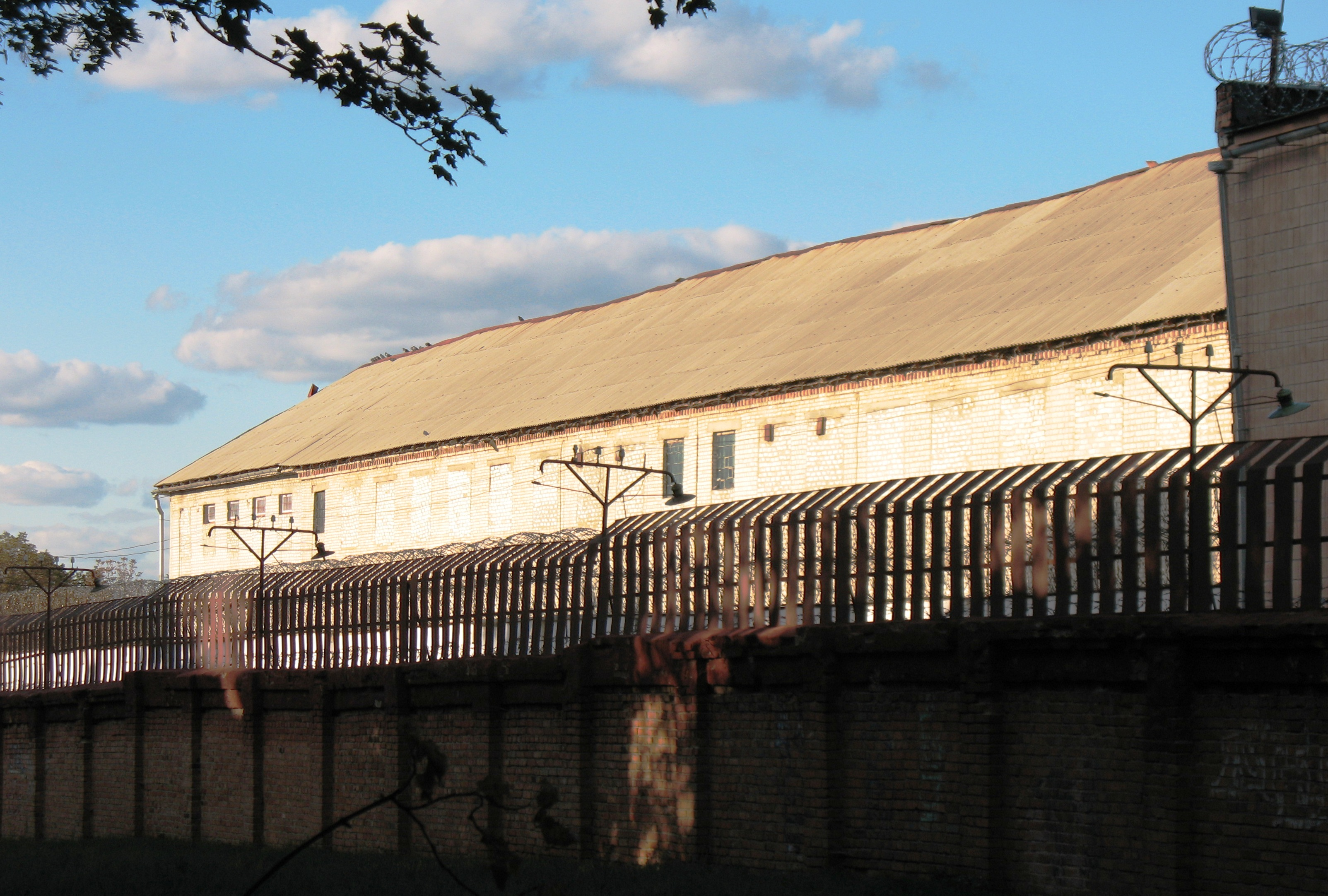
La colonie pénitentiaire de Katchanivska (Kharkiv), où est emprisonnée Ioulia Tymochenko de 2011 à 2014.
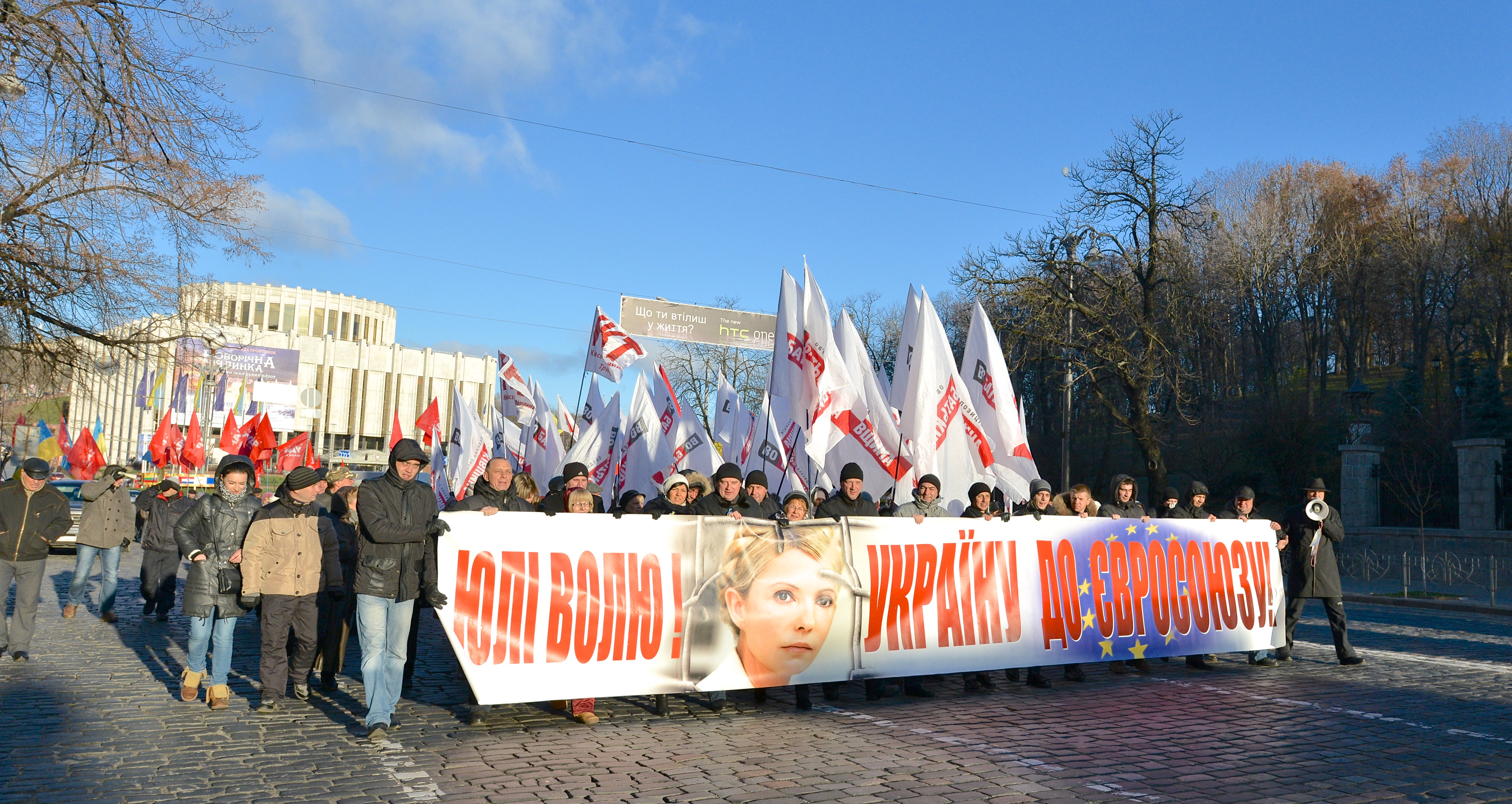
Partisans de Ioulia Tymochenko se dirigeant vers le siège du gouvernement pour réclamer sa libération (Kiev, novembre 2013).
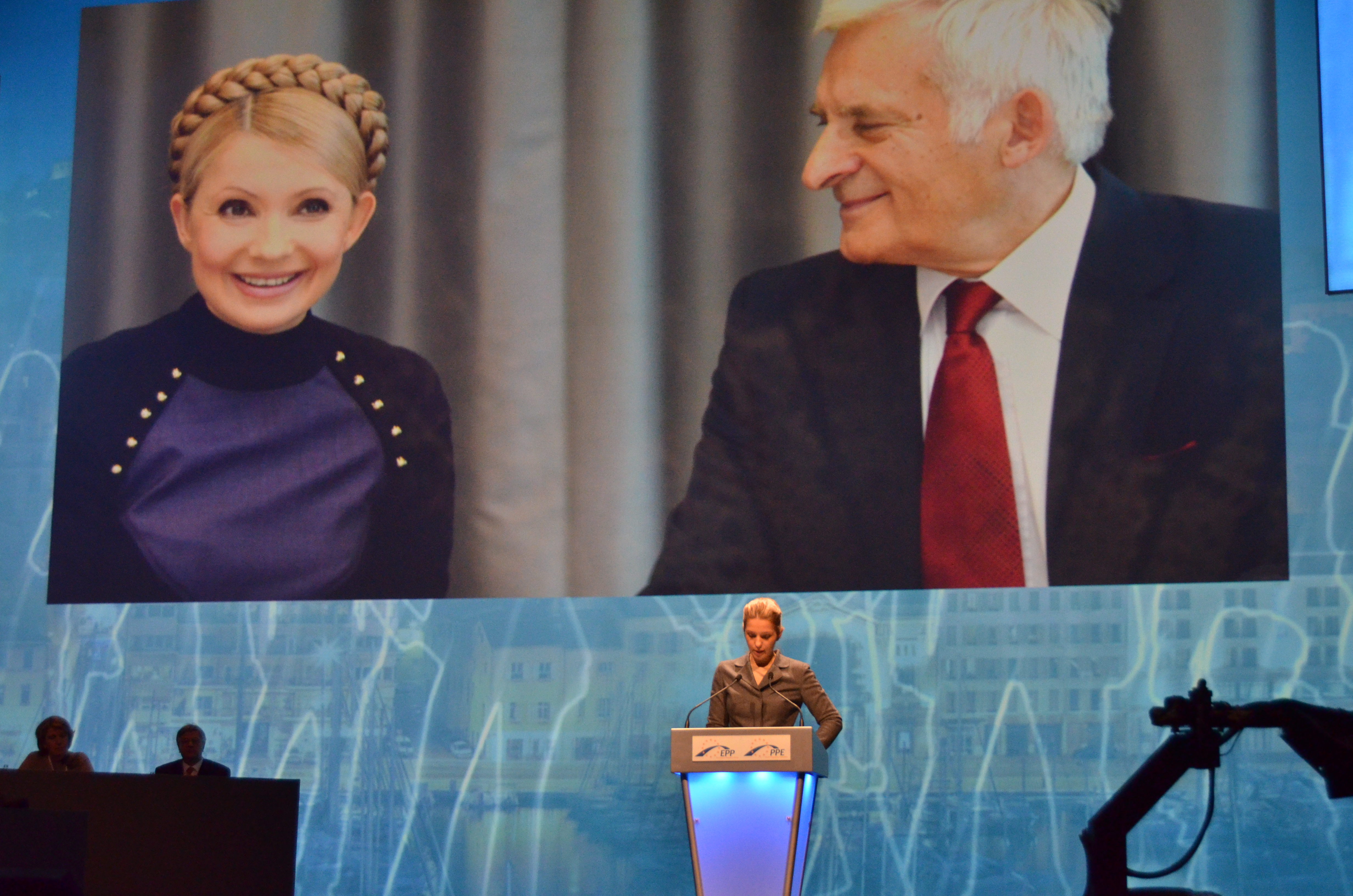
Ievhenya Tymochenko s'exprimant sur la détention de sa mère à un congrès du PPE (Marseille, 2011).
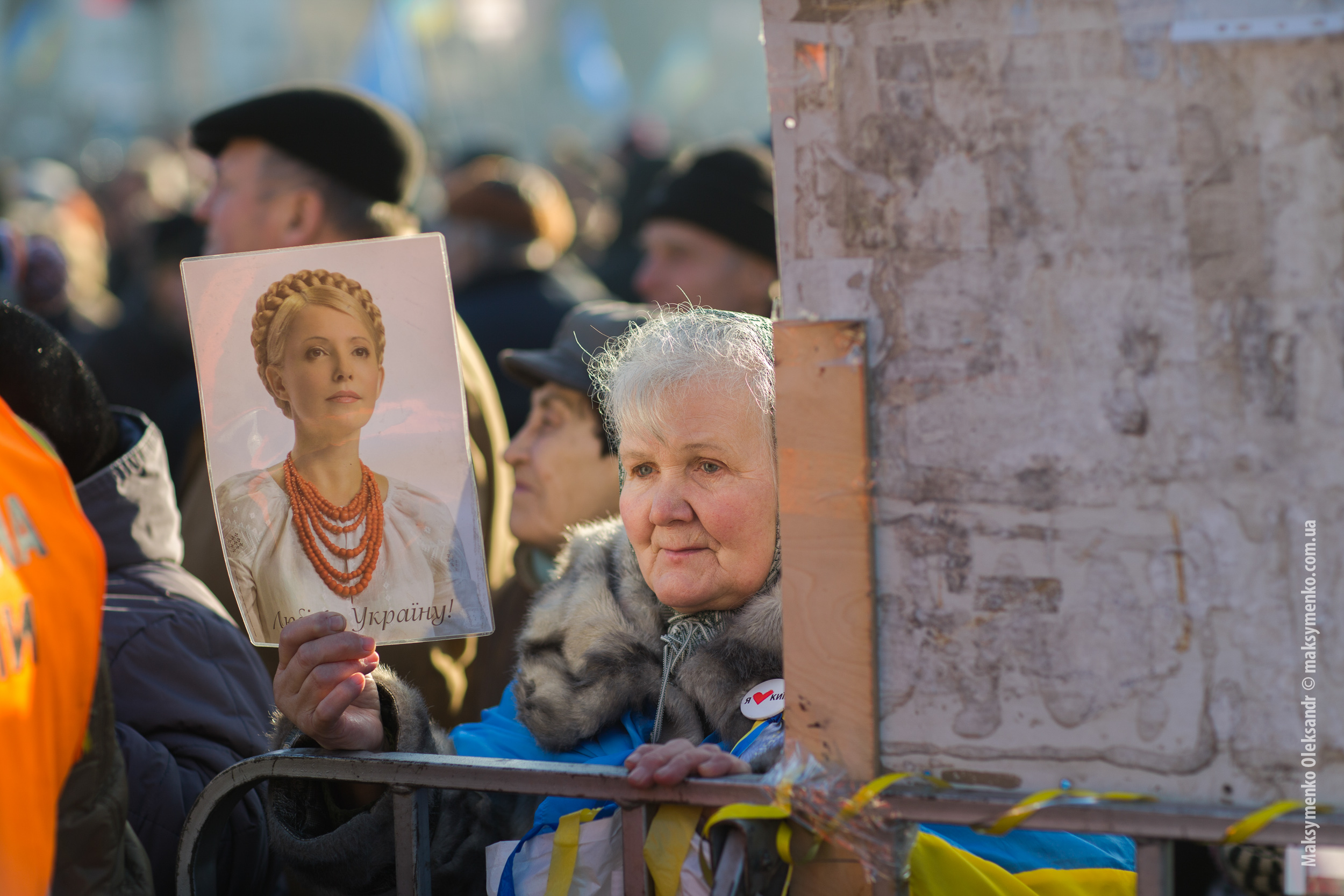
Supportrice de Tymochenko lors de l’Euromaïdan (place de l'Indépendance, décembre 2013).

#### Libération et réhabilitation

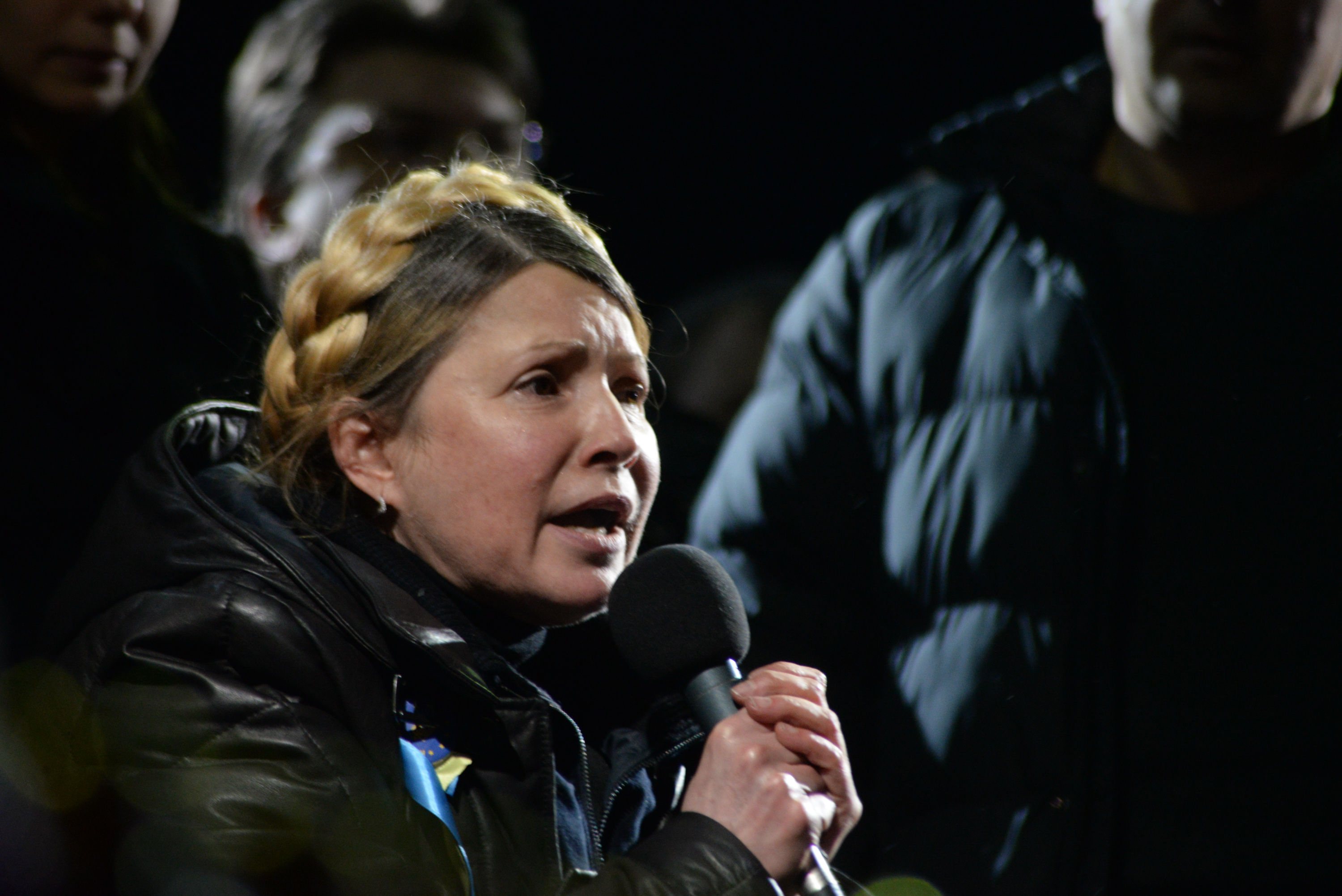
Ioulia Tymochenko prononçant un discours sur la place de l'Indépendance à sa sortie de prison, le 22 février 2014.

Le 22 février 2014, dans le cadre de l'Euromaïdan et de la révolution ukrainienne et après un premier texte voté la veille visant à permettre sa libération, la Rada vote une résolution pour sa libération immédiate,,. Elle est libérée le même jour,. Devant plus de cinquante mille personnes réunies sur la place de l'Indépendance, en fauteuil roulant du fait de ses problèmes de santé, elle prononce un discours dans lequel elle rend hommage aux « héros de l'Ukraine » ayant permis le renversement du pouvoir.
La cour de justice de Kharkiv met un terme aux poursuites à son encontre dans l'affaire des Systèmes énergétiques unis d'Ukraine le 28 février 2014. La Cour suprême de l'Ukraine décide également, le 14 avril, de clore l'affaire des contrats gaziers et de poursuivre les juges qui l'ont condamnée, puis de réhabiliter Ioulia Tymochenko. En janvier 2015, la Cour européenne des droits de l'homme confirme la violation de plusieurs articles de la Convention européenne des droits de l'homme et reconnaît la persécution politique et la torture,.

### Élection présidentielle de 2014
Après sa libération, elle refuse de retrouver la fonction de Première ministre. Le 26 mars 2014, après avoir été soignée en Allemagne pendant une quinzaine de jours, en raison notamment de nombreuses hernies discales, elle annonce qu’elle est candidate à l'élection présidentielle anticipée, organisée le 25 mai suivant,.
Alors qu'elle a vu sa cote de popularité chuter pendant son emprisonnement, elle apparait comme une figure du passé et sa campagne ne rencontre qu'un faible écho médiatique. Une grande partie de son électorat de 2010 se rallie alors à la candidature de Petro Porochenko, qui semble fédérateur dans un contexte de guerre,. Celui-ci l'emporte dès le premier tour, avec 54,7 % des voix, tandis que Ioulia Tymochenko arrive en deuxième position, avec 12,8 %.

### Sous la présidence de Porochenko
Le 14 septembre 2014, en vue des élections législatives d'octobre, Ioulia Tymochenko cède sa place de tête de liste de son parti à la pilote de l’armée ukrainienne Nadia Savtchenko, arrêtée en Russie dans le cadre du conflit russo-ukrainien,. Deux jours plus tard, le 16 septembre, alors qu'une loi est adoptée sur le statut spécial pour certains districts de l'Est pendant trois ans et loi sur l'amnistie, elle déclare que la Rada légalise l'occupation du Donbass. Lors du scrutin législatif, son parti obtient 5,7 % des voix et 19 sièges. Elle est de nouveau élue députée.

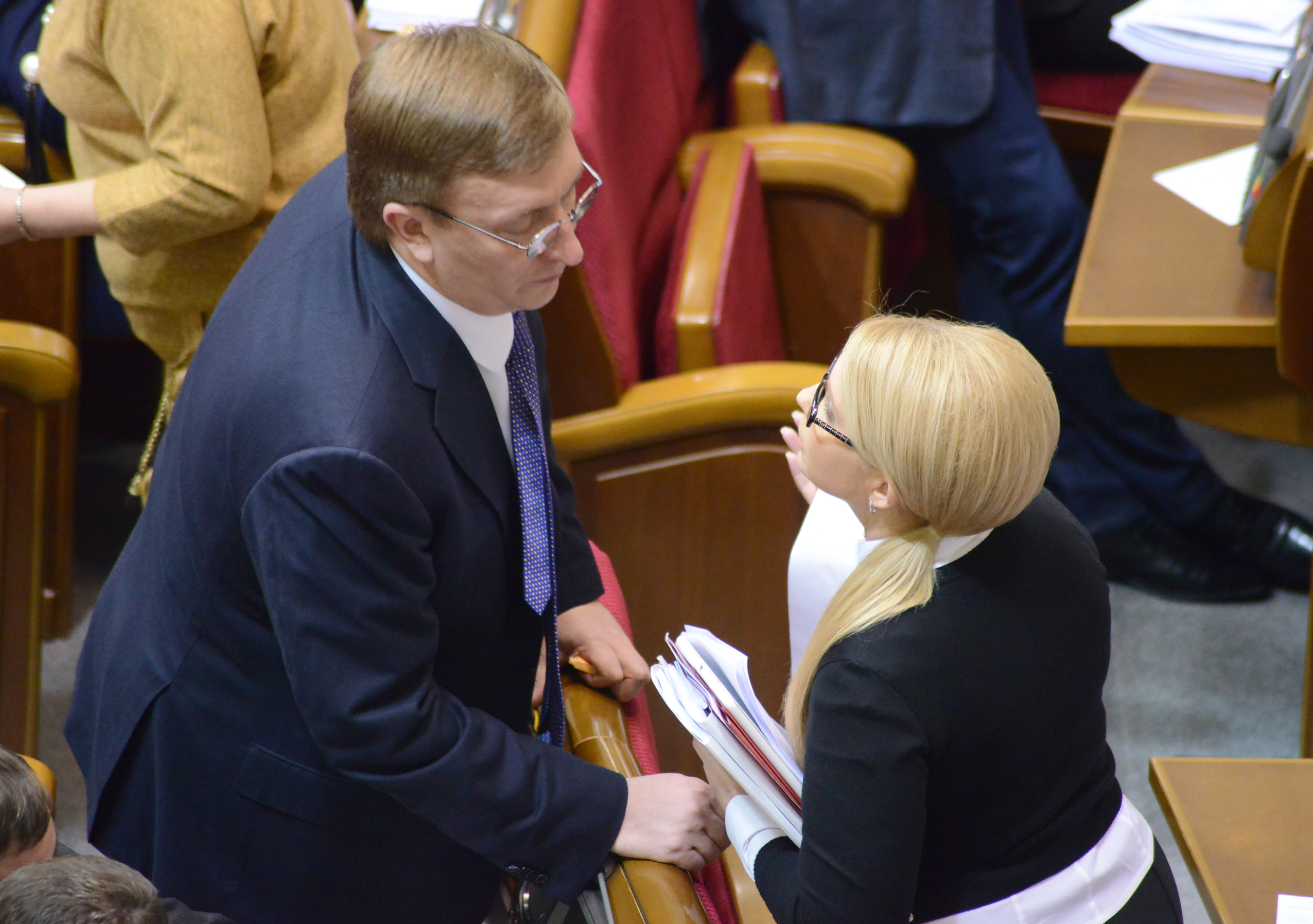
Ioulia Tymochenko et le député Vladyslav Bukhariev en 2016.

En février 2016, les députés de son parti quittent la coalition au pouvoir, qui perd ainsi sa majorité. Ioulia Tymochenko critique le président Petro Porochenko et notamment le protocole de Minsk visant à mettre fin à la guerre du Donbass débutée en 2014 contre des séparatistes pro-russes. Le 10 septembre 2017, elle accueille à la frontière ukraino-polonaise l'ancien président géorgien et gouverneur d'Odessa Mikheïl Saakachvili, alors que le gouvernement ukrainien s'oppose à son retour en Ukraine, Petro Porochenko l'ayant déchu de sa nationalité. En avril 2018, une enquête est ouverte en raison d'accusations de financement de sa campagne présidentielle de 2010 par le dirigeant libyen Mouammar Kadhafi.

### Élection présidentielle de 2019
Bénéficiant de son charisme et de son expérience, elle devient rapidement la principale opposante à Porochenko, qui déçoit une grande partie de son électorat. En abandonnant partiellement sa rhétorique controversée, elle affiche une image plus consensuelle. De 2016 à début 2019, les études d'opinion la donnent grande favorite de l’élection présidentielle prévue en 2019,.
Elle fait partie des premiers à entrer en campagne, annonçant sa candidature à l'élection présidentielle le 20 juin 2018. Elle mène essentiellement campagne sur la situation économique du pays et sur la question sociale, attaquant la politique d’austérité imposée par le Fonds monétaire international (FMI) : elle promet notamment de diviser par deux les prix du gaz, qui ont été nettement augmentés sous la présidence Porochenko, d'augmenter le salaire minimum et les principales prestations sociales. Ses propositions lui attirent le soutien des catégories les plus modestes et suscitent les craintes des créanciers du pays, qui la qualifient de populiste,,. En cas de victoire, elle s’engage à organiser un référendum sur l'adoption d'une Constitution instaurant un meilleur équilibre des pouvoirs,. En matière de politique étrangère, elle se montre plus russophile que le président sortant, bien que prônant l’adhésion à l’Union européenne et à l’OTAN.
Les intentions de vote en sa faveur diminuent de façon continue et significative après le début de la campagne officielle, qui voit le comédien Volodymyr Zelensky lui ravir la position de favori. Le 31 mars 2019, elle arrive troisième du scrutin, avec 13,4 % des voix. N’étant pas parvenue à retrouver la confiance des électeurs au-delà de son électorat de classes modestes (notamment les retraités) ni à dissiper la défiance des régions russophones (bien que jugée plus apte à un compromis avec la Russie que Porochenko), elle arrive derrière le président sortant (15,9 %) et Zelensky (30,2 %),.

### Sous la présidence de Zelensky

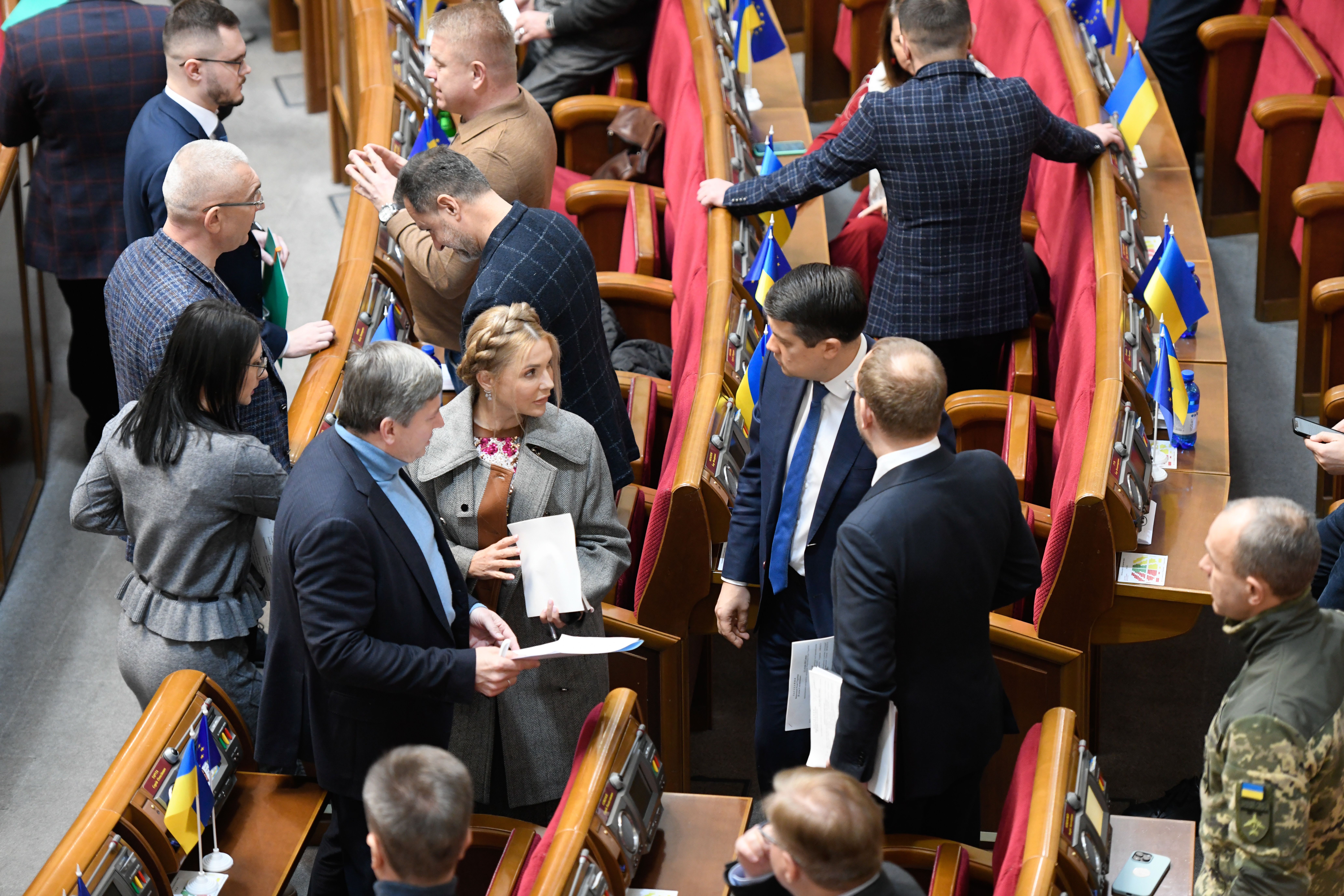
Ioulia Tymochenko (au centre) lors d'une séance de la Rada, en janvier 2023.

Tête de liste de son parti pour les élections législatives anticipées de juillet 2019, elle revendique son expérience alors que ses principaux adversaires sont novices ou présentent des listes renouvelées. Elle est présentée comme une possible alliée de Zelensky si celui-ci n'obtient pas la majorité absolue à la Rada. À l'issue du scrutin, son parti arrive troisième, avec 8,2 % des voix et 26 députés, derrière Serviteur du peuple de Zelensky (43,2 %) — qui obtient à lui seul la majorité absolue à la Rada, une première depuis l'indépendance — et la Plateforme d'opposition – Pour la vie (13,1 %), parti pro-russe, et devant Solidarité européenne de Porochenko (8,1 %) ; son parti gagne ainsi trois places par rapport aux élections de 2014 et obtient sept sièges de plus que sous la législature précédente,.
Après avoir semblé apporter un soutien extérieur au nouveau gouvernement, son parti entre dans l'opposition en novembre 2019.
Ioulia Tymochenko est la première personnalité politique ukrainienne d'envergure à être testée positive à la Covid-19, en août 2020. Souffrant d'une pneumonie, elle se rétablit après avoir été placée en unité de soins intensifs,.
Face à la crise diplomatique russo-ukrainienne de 2021-2022, elle propose à Zelensky sa participation à un gouvernement d'union nationale. Une photo d'elle publiée sur les réseaux sociaux le 26 février 2022 permet de voir qu'elle a pris les armes pour défendre l'Ukraine face à l'invasion russe intervenue deux jours plus tôt. Elle exhorte l'OTAN et l'ONU à protéger l'Ukraine en fermant l'espace aérien du pays et en déployant des forces de maintien de la paix. Selon elle, « Vladimir Poutine croit profondément qu'il a une mission historique de recréer l'Union soviétique ».

## Apparence et politique

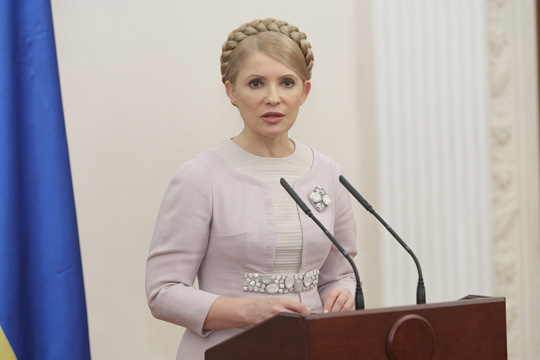
Ioulia Tymochenko en 2009.

Naturellement brune, elle teint ses cheveux en blond à la fin des années 1990 et arbore une tresse, réelle puis fausse, autour de la tête. Cette coiffure, qui devient un élément d’identification — notamment sur la scène internationale — s’inscrit dans son discours populiste, patriote et religieux (elle fait référence aux paysannes de l’Ukraine historique et aux icônes orthodoxes),,. Durant son emprisonnement sous la présidence Ianoukovytch puis systématiquement lors de la campagne présidentielle de 2019, souhaitant afficher un profil renouvelé et plus consensuel, elle abandonne sa coiffure traditionnelle pour un chignon ou une queue de cheval, ainsi que des lunettes,.

## Distinctions
En 1998, l'Église orthodoxe ukrainienne lui remet la récompense de l'ordre de Sainte Varvara pour « services exceptionnels rendus au pays ».
Pendant le forum économique international de Krynica Morska, en Pologne, Ioulia Tymochenko a été retenue pour le titre honorifique de Personnalité de l'année d'Europe centrale-orientale, étant la seule femme de la liste. Exactement quatre ans après, en septembre 2005, les experts européens reconnaîtront l'action de Ioulia Tymochenko en tant que Première ministre de l'Ukraine, en lui attribuant ce titre.
En 2005, elle a reçu une autre récompense internationale, le Price of Foundation, pour ses « qualités exceptionnelles de chef, les accomplissements économiques et la politique d'anti-corruption de son cabinet et pour sa lutte contre les atteintes à la démocratie surgissant dans le monde moderne ».
Au classement 2005 de Forbes, Ioulia Tymochenko est la troisième femme la plus puissante de la planète. En 2008, elle est classée 17e, puis 47e en 2009, toujours selon le magazine Forbes.